# София Хедвиг фон Саксония-Мерзебург
София Хедвиг фон Саксония-Мерзебург (на немски: Sophie Hedwig von Sachsen-Merseburg; * 4 август 1660 в Мерзебург; † 2 август 1686 в Заалфелд) от рода на Албертинските Ветини е принцеса от Саксония-Мерзебург и чрез женитба херцогиня на Саксония-Кобург-Заалфелд (1680 – 1686).
Тя е дъщеря на херцог Христиан I фон Саксония-Мерзебург (1615 – 1691) и съпругата му Христиана фон Шлезвиг-Холщайн-Зондербург-Глюксбург (1634 – 1701), дъщеря на херцог Филип фон Шлезвиг-Холщайн-Зондербург-Глюксбург и съпругата му София Хедвиг фон Саксония-Лауенбург.
Тя умира при раждане на 2 август 1686 в Заалфелд на 25 години и е погребана в църквата Св. Йоханис в Заалфелд.

## Фамилия
София Хедвиг се омъжва на 18 февруари 1680 г. в Мерзебург за херцог Йохан Ернст фон Саксония-Кобург-Заалфелд (1658 – 1729) от рода на Ваймерските Ернестински Ветини, най-малкият син на херцог Ернст I фон Саксония-Гота-Алтенбург и съпругата му Елизабет София фон Саксония-Алтенбург. Тя е първата му съпруга. Те имат децата:
- Христиана София (1681 – 1697)
- Христиан Ернст (1683 – 1745), херцог на Саксония-Кобург-Заалфелд (1729 – 1745)

∞ 1724 (морганатичен брак) Христиана Фридерика фон Кос (1686 – 1743)
- Шарлота Вилхелмина (1685 – 1767)

∞ 1705 Филип Райнхард фон Ханау (1664 – 1712), от 1680 г. граф на Ханау-Мюнценберг, син на граф Йохан Райнхард II фон Ханау-Лихтенберг
- мъртвороден син (Заалфелд, 2 август 1686).